# Anthony Monn
Anthony Monn anche conosciuto come Tony Monn, pseudonimo di Anton Monn (17 marzo 1944), è un cantante, produttore discografico e compositore tedesco.

## Biografia
Anton Monn inizia la sua attività musicale come cantante di genere Schlager nei primi anni settanta. Tra le sue canzoni maggiormente conosciute del periodo figurano: Du Gehst Fort (1975), un duetto con la cantante e attrice Marion Maerz; Lucky (1978) e Johnny und Mary, una cover in tedesco del successo di Robert Palmer del 1981. Singoli che comunque hanno avuto un successo commerciale limitato.
Monn ha raggiunto invece un grande successo internazionale grazie alla sua attività come compositore e produttore della disco queen francese Amanda Lear, per la quale ha prodotto gli album I Am a Photograph (1977); Sweet Revenge (1978); Never Trust a Pretty Face (1979), registrato nello studio Musicland Studios di Monaco di Giorgio Moroder; Diamonds for Breakfast (1980) e Incognito (1981). Monn ha inoltre composto la maggior parte dei singoli di successo di Amanda Lear di questo periodo, compresi classici come Blood & Honey, Follow Me e Fashion Pack (Studio 54).
Monn ha inoltre prodotto album per la cantante statunitense Judy Cheeks, pubblicati dall'etichetta Salsoul negli USA. Il singolo Mellow Lovin' ha raggiunto la posizione numero 10 della classifica dance statunitense nel 1978.
Negli anno ottanta Monn ha scritto e prodotto numerosi album e singoli per la star dell'eurodisco Fancy, hit per la coppia italiana Al Bano e Romina Power (Sempre sempre del 1986), la star del synth pop tedesca Peter Schilling, La Toya Jackson, la Saragossa Band (Big Bamboo, Agadou, Zabadak) e Orlando Riva Sound (Moon Boots, Fire on the Water, Indian Reservation), quest'ultimo gruppo disco di cui sia Monn che il suo collaboratore per lungo tempo Rainer Pietsch facevano parte.
Anthony Monn ha inoltre aiutato Toby e Jens Gad all'inizio della loro carriera, permettendo ai ragazzi (degli adolescenti all'epoca) a usare il proprio studio quando lui era assente.

## Discografia parziale

### Singoli
- 1970 - Liebe und Rock'n Roll (God, Love And Rock & Roll)
- 1971 - Chirpy Chirpy, Cheep Cheep
- 1972 - Gloria
- 1973 - Sommerregen
- 1973 - Öffne die Tür (Light Up The Fire) (con Lisa Monn e Penny McLean)
- 1973 - Es regnet nie in Kalifornien
- 1974 - Freunde, hallo Freunde
- 1975 - Du gehst fort (Tu T'En Vas) (con Marion Maerz)
- 1975 - Ist es aus und vorbei? (con Marion Maerz)
- 1976 - Die jungen Jahre geh'n (con Marion Maerz)
- 1976 - Lilly
- 1978 - Lucky
- 1980 - Johnny und Mary (Deutsche Originalaufnahme)